# Université Willamette
L'université Willamette est une université de l'État de l'Oregon aux États-Unis située à Salem.

## Historique
Fondée en 1842, elle est la première université de l'Ouest des États-Unis.

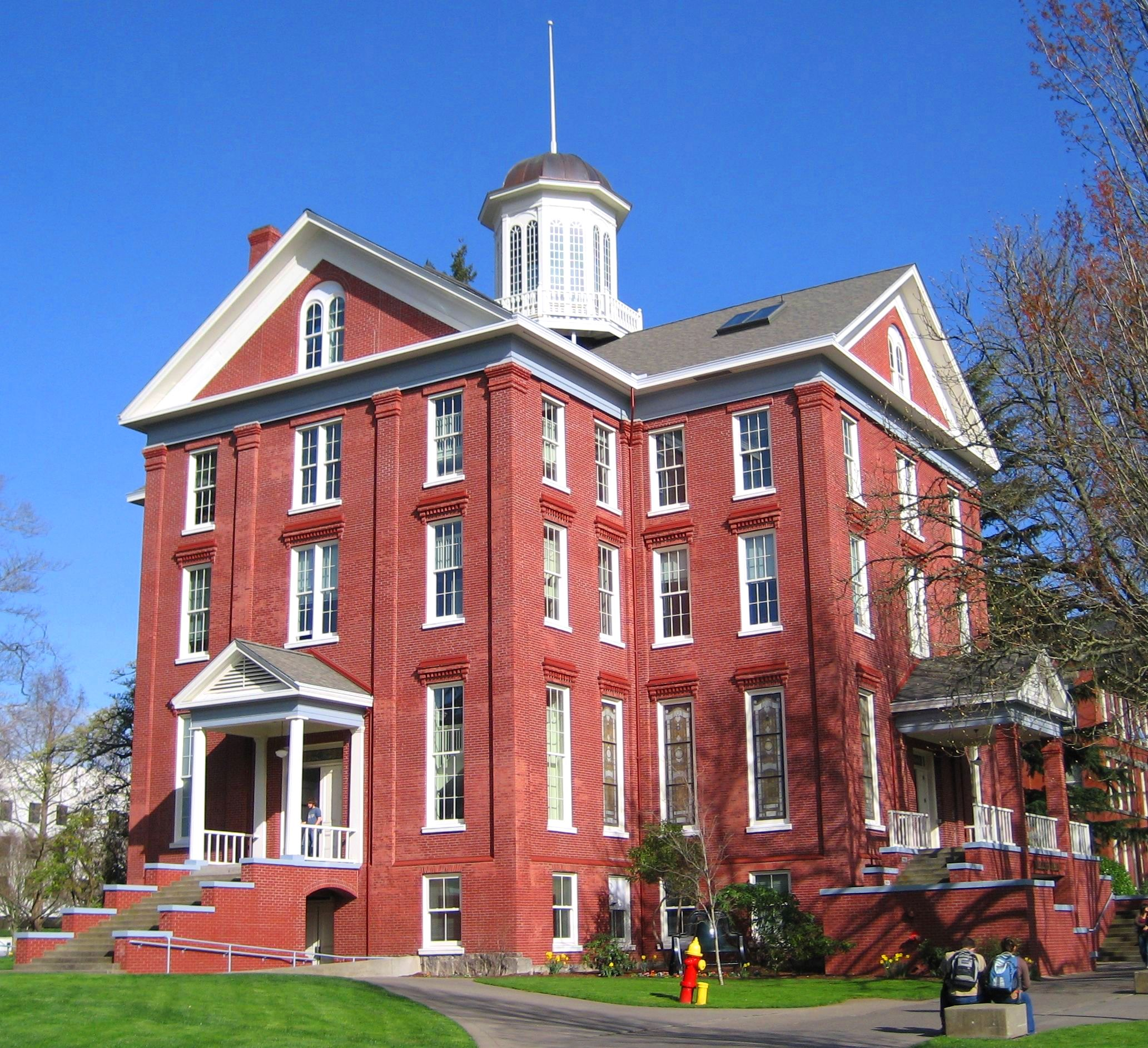
Waller Hall, le plus ancien bâtiment de l'université Willamette

## Sport
Les équipes sportives de l'université Willamette jouent leurs matchs à domicile au McCulloch Stadium.

## Art
L'établissement abrite un musée, le musée d'Art Hallie Ford. 

## Enseignants célèbres
- Duane Ackerson.